# Palace of the Governors
Het Palace of the Governors is een bouwwerk van adobe in de Amerikaanse stad Santa Fe (New Mexico). Het gebouw diende eeuwenlang als zetel van de regering van de staat New Mexico. Het Palace of the Governors is het oudste bouwwerk dat continu in gebruik is geweest als openbaar gebouw in de Verenigde Staten. Sinds 1960 is het erkend als National Historic Landmark.